# Sœurs Maronites de la Sainte-Famille
Les Sœurs Maronites de la Sainte-Famille est une congrégation religieuse, de la branche maronite de l'Église catholique, fondée en 1895 à Ibrine, dans le district de Batroun.

## Généralités
En 1895, le patriarche maronite d'Antioche Elias Hoyek fonda, avec la mère Rosalie Nasr et la sœur Stéphanie Kardouche, les Sœurs Maronites de la Sainte-Famille, une congrégation religieuse féminine dans le but de remédier aux pauvretés matérielle et éducative des jeunes, en particulier des jeunes filles en même temps que leur maison-mère à Ibrine. Cette dernière est à la fois un lieu où viennent se ressourcer les sœurs mais également un lieu pour les célébrations collectives des fêtes et de retraite spirituelle. Leur supérieure générale actuelle est la Mère Marie-Antoinette Saadeh.

## Présence dans le monde
En 2023, la communauté a une trentaine de couvents et missions, vingt-cinq écoles, un hôpital (Geitaoui, créé en 1927, dans le Rmeil à Beyrouth) ainsi que plusieurs dispensaires et orphelinats. Ses cent quatre-vingt religieuses sont réparties au Liban (dont une trentaine en la maison-mère), en Syrie, en Australie et aux États-Unis. La direction de l'Institut Supérieur de Sciences religieuses, sis à l'université Saint-Joseph de Beyrouth, leur a été également confiée.